# Aparições marianas

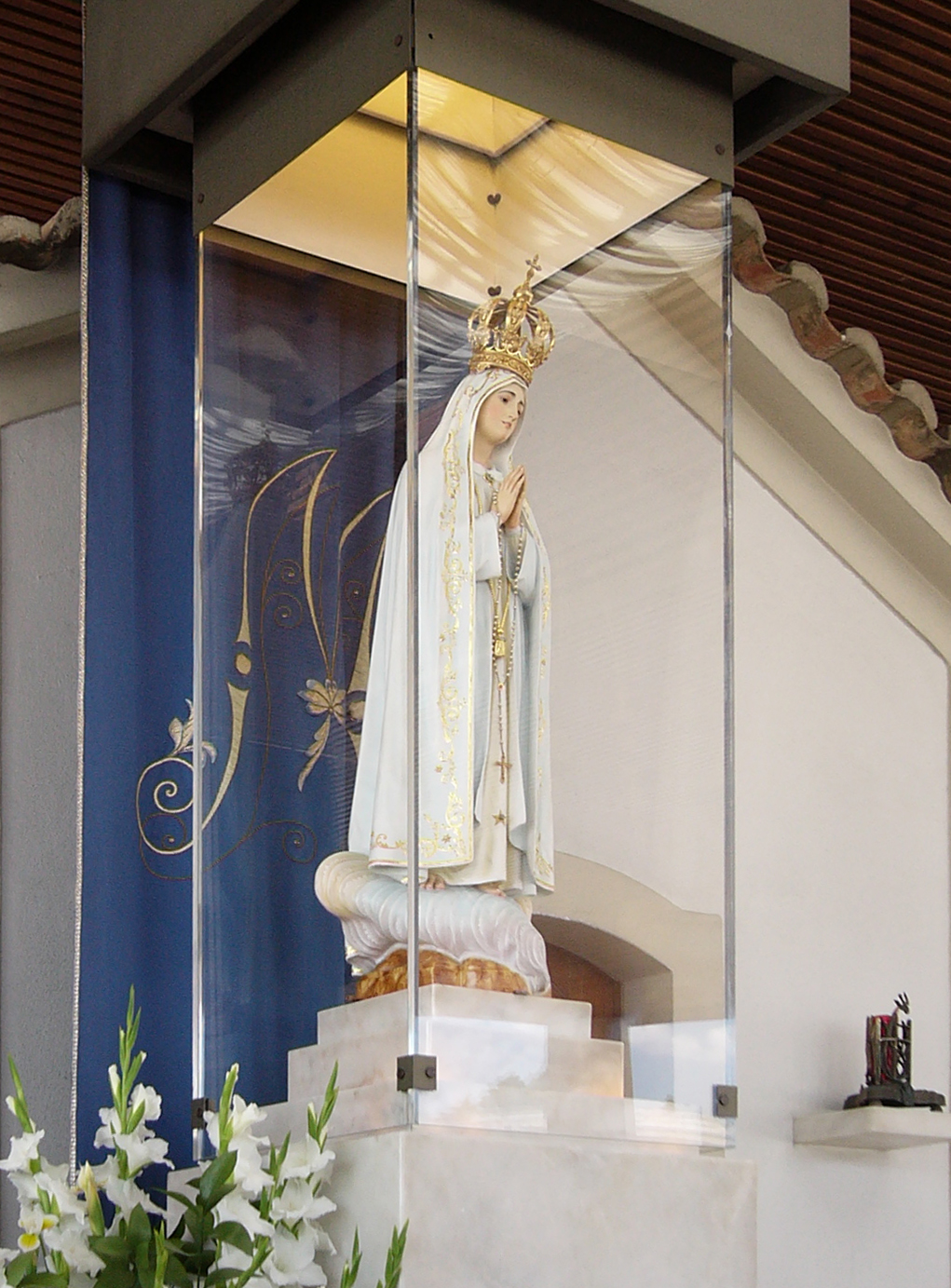
Nossa Senhora de Fátima venerada na Capelinha das Aparições da Cova da Iria, Santuário de Fátima, em Portugal

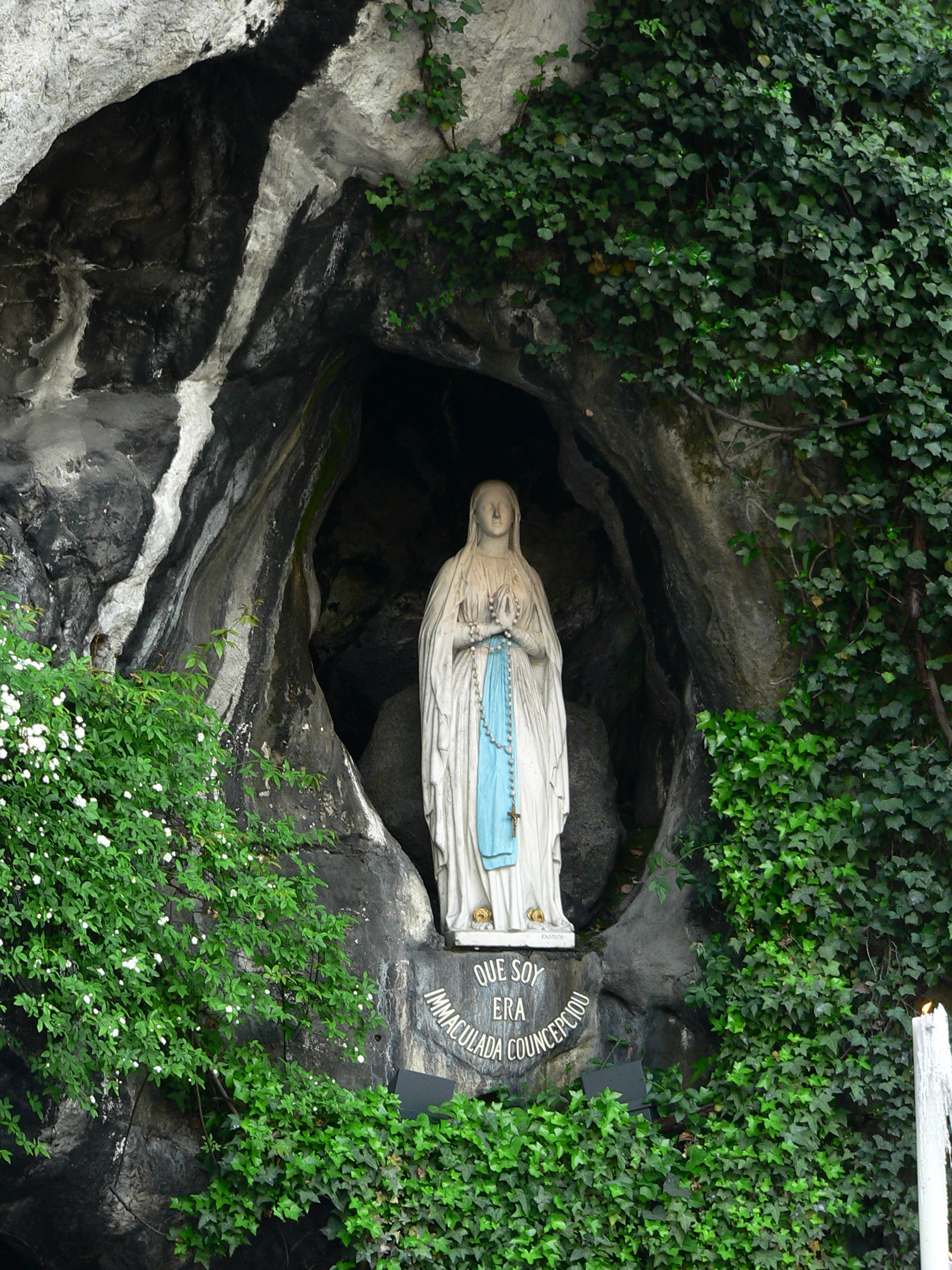
Nossa Senhora de Lourdes venerada na gruta de Massabielle, em França

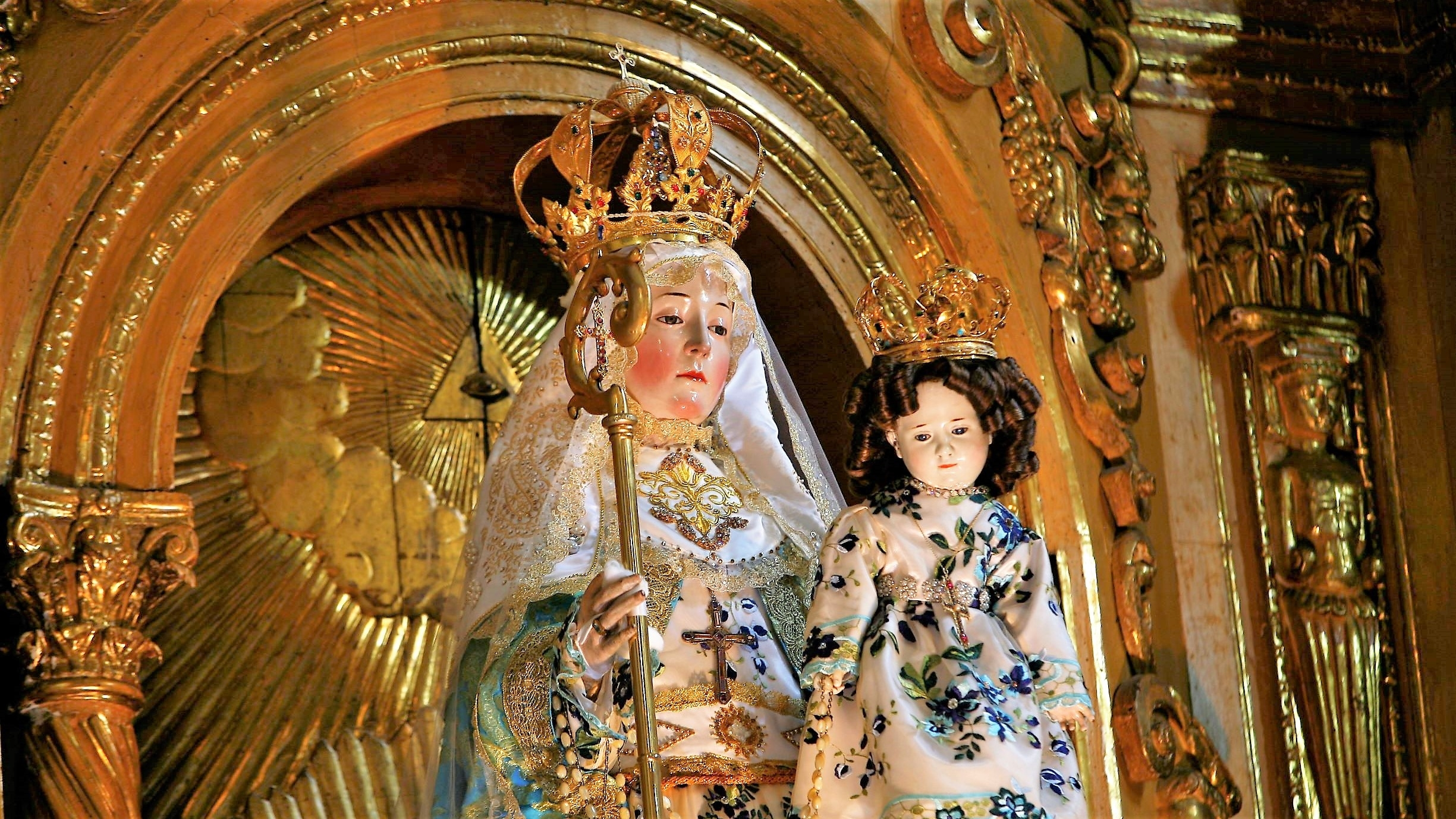
Nossa Senhora do Bom Sucesso em Quito, Equador

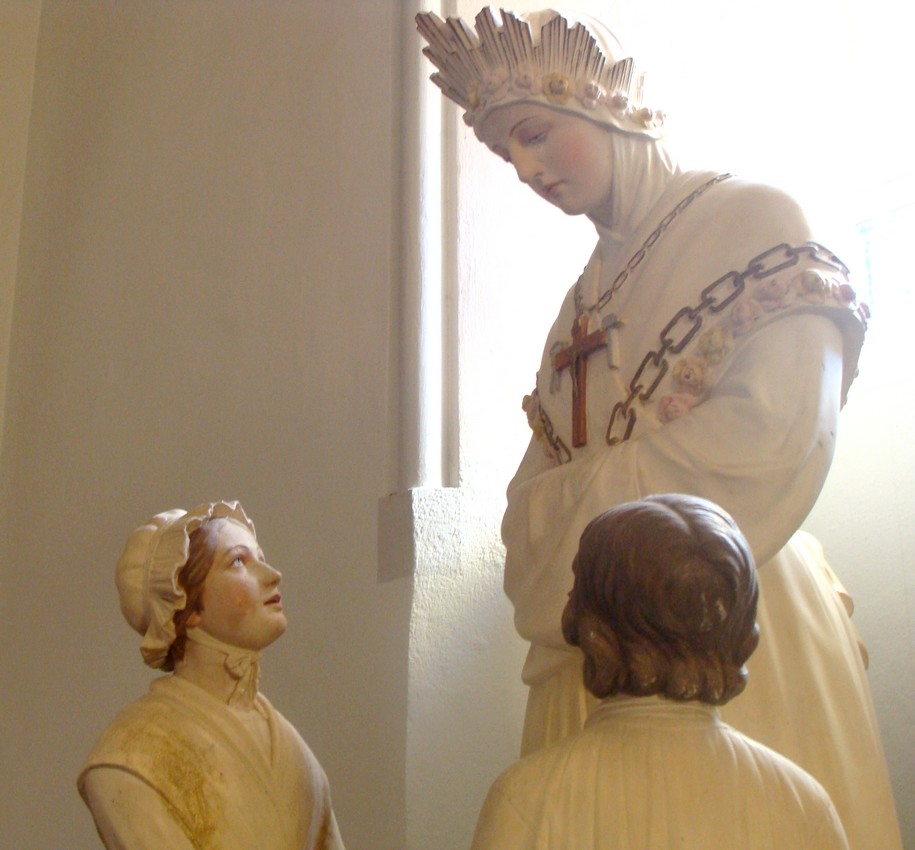
Estátua de Nossa Senhora de La Salette junto das duas crianças videntes (França)

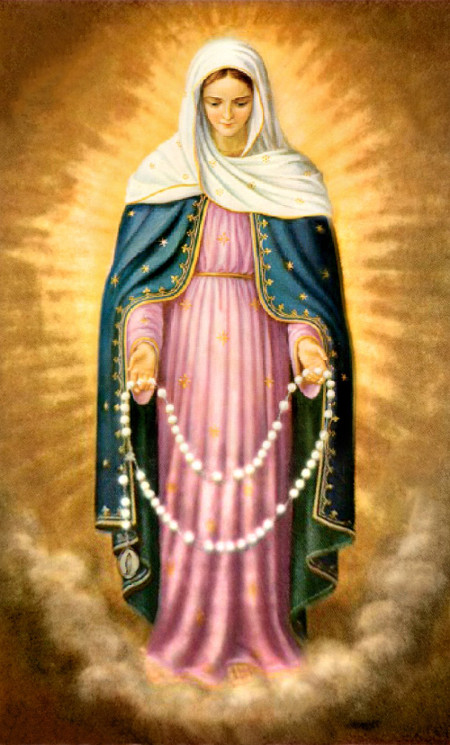
Nossa Senhora das Lágrimas aparecida à Irmã Amália em Campinas, no Brasil.

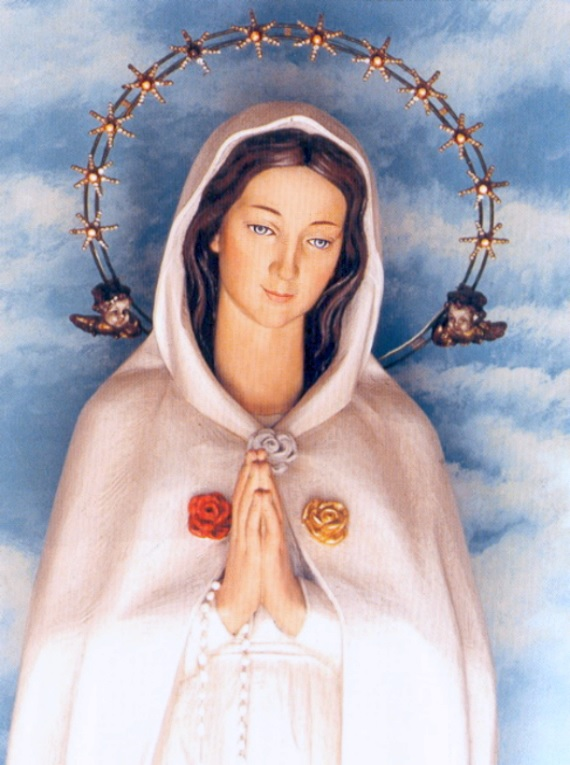
Rosa Mística, a invocação pela qual a Virgem Maria se manifestou a Pierina Gilli em Montichiari e Fontanelle, na Itália.

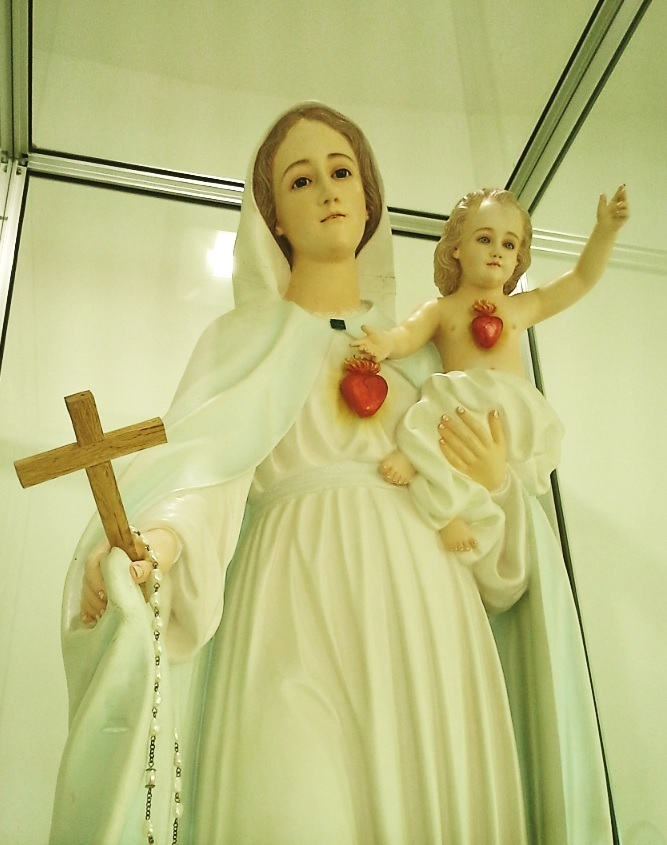
Nossa Senhora das Graças de Onuva que se venera no Santuário a si dedicado perto de La Puebla del Río (Espanha)

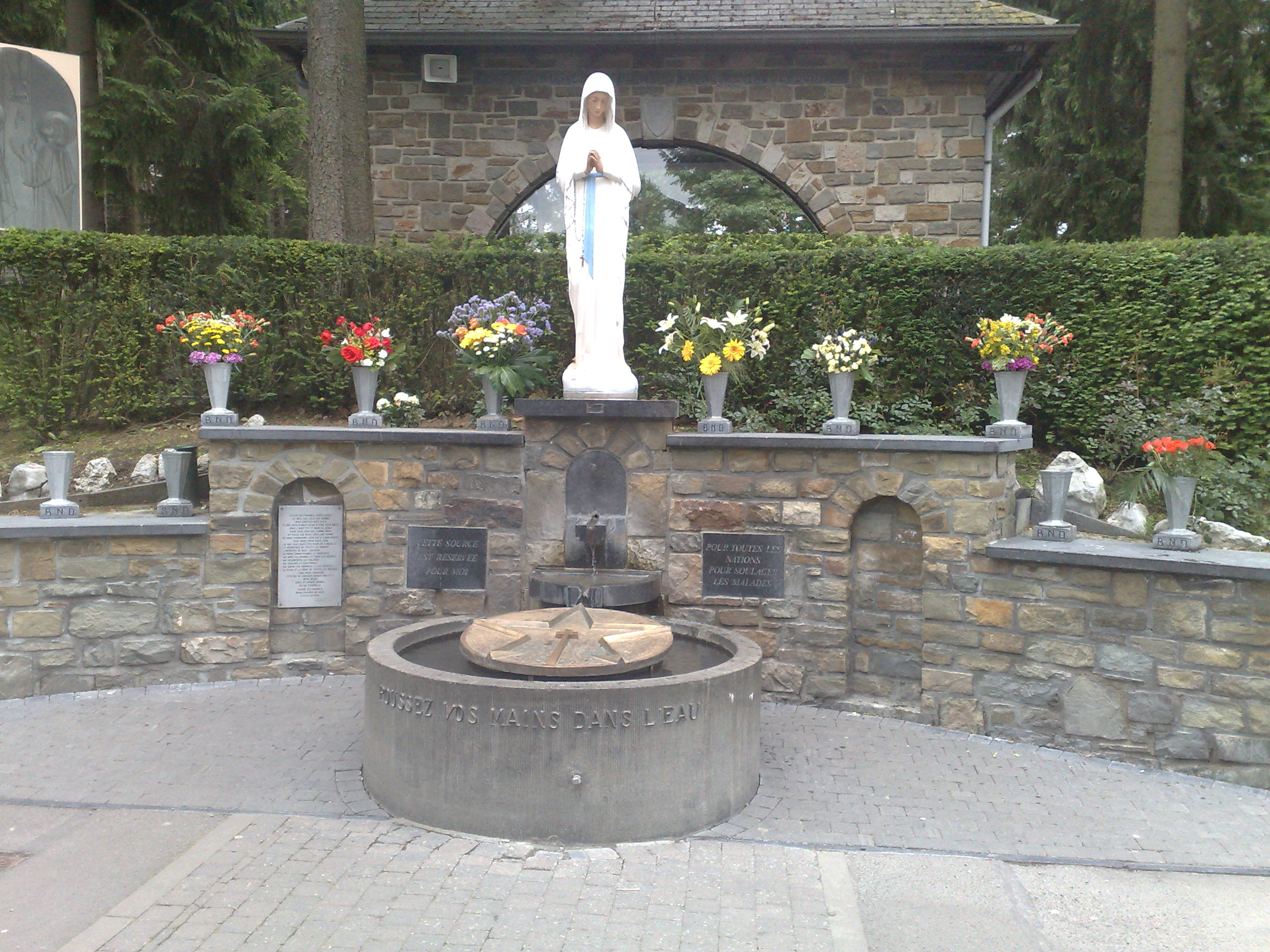
Estátua e fonte da Virgem dos Pobres em Banneux, Bélgica

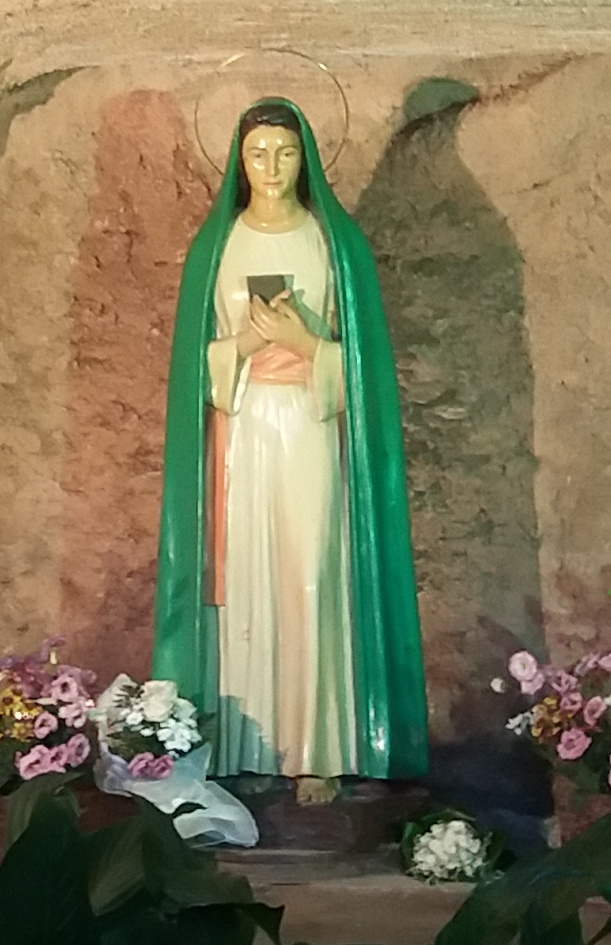
Virgem da Revelação na gruta das aparições de Tre Fontane, em Roma

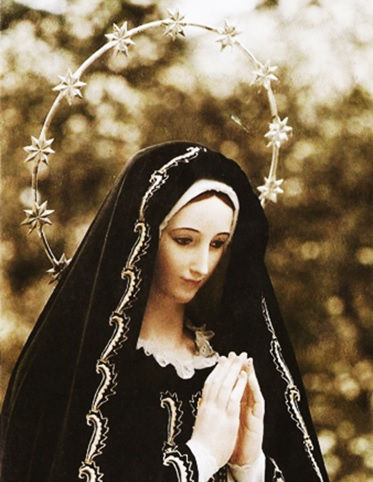
Virgem Pura Dolorosa de Umbe, uma aparição mariana do Norte de Espanha

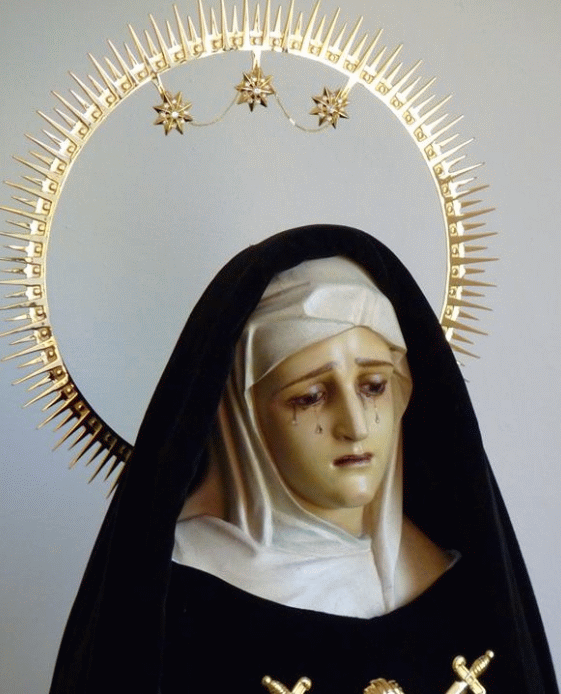
Nossa Senhora das Dores de Chandavila, cuja aparição ocorreu em La Codosera, Espanha

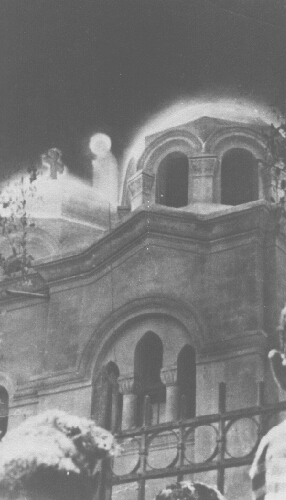
A aparição da Virgem de Zeitoun sobre uma igreja copta do Cairo, numa das muitas fotos do fenômeno

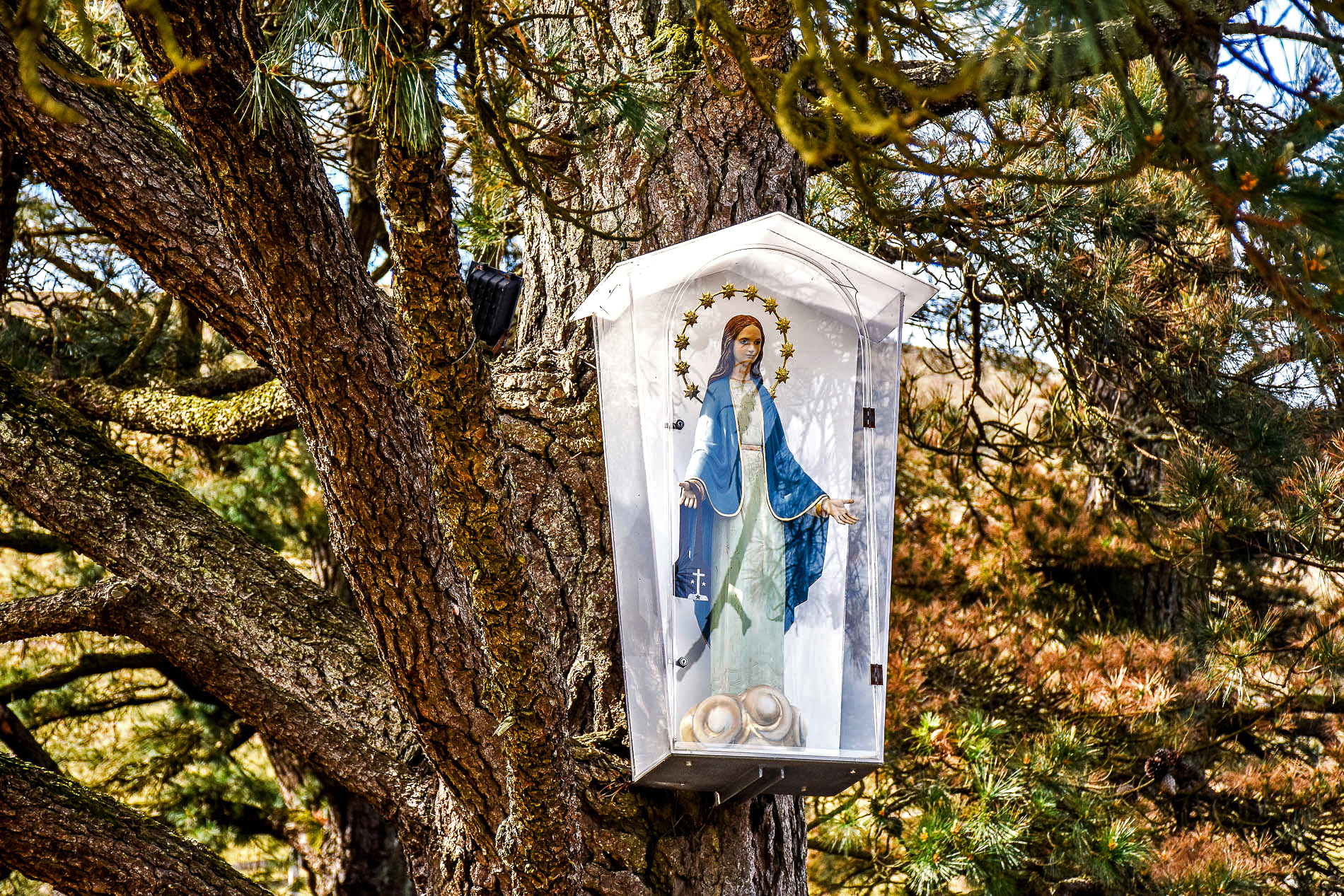
Nossa Senhora do Carmo de Garabandal, uma famosa aparição mariana do Norte de Espanha.

Aparições marianas ou aparições da Virgem Maria são fenómenos sobrenaturais nos quais se acredita que Maria, a mãe de Jesus, aparece a uma ou várias pessoas (chamadas popularmente de "videntes"), na sua maioria católicos e, no Egito, para ortodoxos coptas. No passado, a Igreja Católica reconheceu um conjunto destas aparições como sendo dignas de fé e analisa novos relatos destes fenómenos que são reportados pelo mundo.

## Lista de aparições marianas
Nem todas aparições referidas da Virgem Maria foram reconhecidas eclesiasticamente, de aproximadamente 2 mil aparições registradas em todo o mundo desde o ano 40 depois de Cristo, a Santa Sé (Vaticano) somente reconheceu 16 e/ou 28 (a depender de maiores exames e avaliações de 12 dessas aparições). As avaliações envolvem teólogos, sacerdotes, bispos. Muitas delas, como visto, permanecem à margem da oficialidade católica, não sendo consideradas verídicas, até que se possuam dados comprobatórios.
A frequência das aparições marianas teve um forte aumento durante os últimos dois séculos, mas o número de aparições reconhecidas pela Igreja permaneceu bastante pequeno. A Igreja Católica tornou-se cada vez mais prudente. Um reconhecimento oficial pelo bispo local, pronunciado de comum acordo com Roma, significa apenas que a origem sobrenatural é humanamente credível e que um culto é permitido. Os católicos não são obrigados a acreditar que as aparições são verdadeiras, uma vez que não têm o mesmo estatuto dogmático que a revelação divina, relacionada à vida de Jesus. No entanto, comenta Auguste Meessen, permanece a questão de não termos explicação satisfatória para as aparições, sejam elas verdadeiras ou não.   
Esta é uma lista das mais conhecidas aparições marianas no Mundo. Algumas foram reconhecidas e aprovadas pela Igreja Católica, através da Santa Sé ou dos bispos locais; outras pela Igreja Copta.
| Data / Ano    | Localidade / País                                 | Os videntes | Invocações / Ligações                                  |
| ------------- | ------------------------------------------------- | --- | ------------------------------------------------------ |
| 40            | Saragoça, Espanha                                 | São Tiago, maior, Apóstolo | Nossa Senhora do Pilar                                 |
| 352           | Roma                                              | Papa Libério e um romano chamado João | Nossa Senhora das Neves, Basílica de Santa Maria Maior |
| 1061          | Walsingham, Inglaterra                            | Richeldis de Faverche | Nossa Senhora de Walsingham                            |
| 1214          | Prouille, França                                  | São Domingos de Gusmão (instituição do Santo Rosário)                                                                                              | Nossa Senhora do Rosário                               |
| 1251          | Cambridge, Inglaterra                             | São Simão Stock (recebe o Escapulário de Nossa Senhora do Carmo)                                                                                   | Nossa Senhora do Carmo                                 |
| 1347          | Siena, Itália                                     | Santa Catarina de Sena | Virgem Maria                                           |
| 1432          | Caravaggio, Itália                                | Joaneta Varoli, uma camponesa | Nossa Senhora de Caravaggio                            |
| 1490          | Génova, Itália                                    | Benedetto Pareto | Nossa Senhora da Guardia                               |
| 1531          | Cidade do México, México                          | São Juan Diego, um indígena | Nossa Senhora de Guadalupe                             |
| 1579          | Cazã, Rússia                                      | Uma menina de 10 anos | Nossa Senhora de Cazã                                  |
| c. 1580       | Reguengo do Fetal, Portugal                       | Uma menina pastorinha | Nossa Senhora do Fetal                                 |
| 1594          | Quito, Equador                                    | Madre Mariana de Jesus Torres | Nossa Senhora do Bom Sucesso                           |
| 1600          | Vailankanni, Índia                                | Dois jovens pobres indianos e alguns marinheiros comerciantes portugueses                                                                          | Nossa Senhora da Boa Saúde                             |
| 1608–1612     | Šiluva, Lituânia                                  | Quatro crianças | Nossa Senhora de Šiluva                                |
| 1655–1660     | Ágreda, Espanha                                   | A uma religiosa: a Venerável Maria de Jesus de Ágreda                                                                                              | Virgem Maria (Imaculada Conceição)                     |
| 1664–1718     | Saint-Étienne-le-Laus, França                     | A pastora Benoîte Rencurel | Nossa Senhora de Laus                                  |
| 1702          | Balugães, Barcelos, Portugal                      | João Alves, 20 anos, conhecido por João Mudo | Nossa Senhora Aparecida                                |
| 1757          | Outeiro do Pereiro, São João da Folhada, Portugal | A três meninas pastorinhas | Nossa Senhora Aparecida                                |
| 1758          | Ortiga, Fátima, Portugal                          | Uma pastorinha muda | Nossa Senhora da Ortiga                                |
| 1798          | La Vang, Vietname                                 | Um grupo de católicos (que eram perseguidos) | Nossa Senhora de La Vang                               |
| 1830          | Paris, França                                     | Santa Catarina Labouré, uma freira do Convento das Irmãs da Caridade                                                                               | Nossa Senhora das Graças                               |
| 1836          | Notre-Dame des Victories, Paris, França           | Padre Genettes | Virgem Refúgio dos Pecadores                           |
| 1840          | Blangy, França                                    | Irmã Justine Bisqueyburu | Nossa Senhora do Escapulário Verde                     |
| 1842          | Roma, Itália                                      | Alphonse Ratisbonne, um judeu francês | Nossa Senhora do Milagre                               |
| 1846          | La Salette, França                                | Dois pastores: Melanie Calvat e Maximin Giraud | Nossa Senhora de La Salette                            |
| 1850          | Licheń Stary, Polónia                             | Mikołaj Sikatka | Nossa Senhora de Licheń                                |
| 1858          | Lourdes, França                                   | Santa Bernadette Soubirous | Nossa Senhora de Lourdes                               |
| 1859          | Champion, Wisconsin, E.U.A.                       | Adele Brise, uma camponesa | Nossa Senhora de Champion                              |
| 1871          | Pontmain, França                                  | Eugéne e Joseph Barbedette, Jeanne-Marie Lebosse, Francoise Richer e uma criança de dois anos: Augustine                                           | Maria, Mãe da Esperança de Pontmain                    |
| 1876          | Pellevoisin, França                               | Estelle Faguette | Nossa Senhora de Pellevoisin                           |
| 1876          | Marpingen, Alemanha                               | Três crianças de oito anos | Nossa Senhora de Marpingen                             |
| 1877          | Gietrzwałd, Polónia                               | A duas jovens: Barbara Samulowska e Justyna Szafranska                                                                                             | Nossa Senhora de Gietrzwałd                            |
| 1879          | Knock, Irlanda                                    | Numerosas testemunhas viram Nossa Senhora, São José e São João Evangelista                                                                         | Nossa Senhora de Knock                                 |
| 1900          | Donglu (Hebei), China                             | | Nossa Senhora da China                                 |
| 1900          | Sheshan, Xangai, China                            | | Nossa Senhora de Sheshan                               |
| 1906          | Chauchina, Espanha                                | A uma idosa | Nossa Senhora do Espinheiro                            |
| 1914–1987     | Hrushiv, Ucrânia                                  | A 22 trabalhadores e posteriormente a Maria Kyzin, uma jovem de 12 anos                                                                            | Nossa Senhora de Hrushiv                               |
| 1917          | Barral, Ponte da Barca, Portugal                  | Ao menino Severino Alves, pastor de 10 anos de idade                                                                                               | Nossa Senhora da Paz                                   |
| 1917          | Cova da Iria, Fátima, Portugal                    | Os três pastorinhos de Fátima: Lúcia dos Santos e os Santos Jacinta Marto e Francisco Marto                                                        | Nossa Senhora de Fátima                                |
| 1918          | Água de Pau, ilha de São Miguel, Portugal         | Maria Joana Tavares do Canto | Nossa Senhora do Monte Santo                           |
| 1920          | Montijo, Setúbal, Portugal                        | Gomes, Pólvora | Nossa Senhora D’Aldeia Gallega                         |
| 1925–1926     | Pontevedra, Espanha                               | Irmã Lúcia de Fátima | Menino Jesus e Nossa Senhora do Imaculado Coração      |
| 1930          | Campinas, São Paulo, Brasil                       | Irmã Amália de Jesus Flagelado (Amália Aguirre Queija)                                                                                             | Jesus Manietado e Nossa Senhora das Lágrimas           |
| 1931–1955     | Balazar, Portugal                                 | Beata Alexandrina Maria da Costa | Nossa Senhora e Jesus                                  |
| 1932          | Beauraing, Bélgica                                | Cinco estudantes | Virgem do Coração de Ouro                              |
| 1933          | Banneux, Bélgica                                  | Mariette Beco, uma pequena estudante | Virgem dos Pobres                                      |
| 1936          | Cimbres, Pesqueira, Pernambuco, Brasil            | Maria da Luz (posteriormente Irmã Adélia) e Maria da Conceição                                                                                     | Nossa Senhora das Graças                               |
| 1937          | Ladeira do Pinheiro, Portugal                     | Maria da Conceição Mendes Horta, uma menina de 7 anos                                                                                              | Virgem da Ladeira                                      |
| 1937–1940     | Heede, Alemanha                                   | Quatro meninas: Anna Schulte, Greta Ganseforth, Maria Ganseforth e Susanne Bruns                                                                   | A Rainha do Universo e das Pobres Almas                |
| 1940–1996     | Girgenti, Malta                                   | Guza Mifsud | Nossa Senhora da Consagração                           |
| 1941–1988     | Alto de Umbe, Bilbao, Espanha                     | Felisa Sistiaga | Virgem Pura Dolorosa de Umbe                           |
| 1944          | Bérgamo, Itália                                   | Adelaide Roncalli | A Rainha da Família                                    |
| 1945          | La Codosera, Espanha                              | Marcelina Barroso Expósito (actualmente freira de clausura) e a Afra Brígido Blanco                                                                | Nossa Senhora das Dores de Chandavila                  |
| 1945–1959     | Amesterdão, Países Baixos                         | Ida Peerdeman | A Senhora de Todas as Nações                           |
| 1946          | Marienfried, Alemanha                             | Barbara Reuss | Mãe Três Vezes Admirável                               |
| 1947          | Bugarrel, Tomar, Portugal                         | Olinda do Céu, uma jovem de 14 anos | Nossa Senhora da Cova da Cruz                          |
| 1947          | Tre Fontane, Roma, Itália                         | Bruno Cornacchiola e os seus três filhos | Nossa Senhora da Revelação                             |
| 1947–1976     | Montichiari-Fontanelle, na Itália                 | Pierina Gilli | Maria, Rosa Mística                                    |
| 1947          | Casanova Sttafora, Itália                         | Angela Volpini | Nossa Senhora de Casanova Sttafora                     |
| 1947          | L'Île-Bouchard, França                            | Jacqueline Aubry, Jeanette Aubry, Nicole Robin e Laura Croizon                                                                                     | Nossa Senhora da Oração                                |
| 1948          | Lipa, Filipinas                                   | A postulante carmelita Teresita Castillo | Maria, Medianeira de Todas as Graças                   |
| 1949–1950     | Necedah, E.U.A.                                   | Mary Ann Van Hoof Hirt | Rainha do Santo Rosário e Medianeira da Paz            |
| 1954          | Asseiceira (Rio Maior), Portugal                  | A um menino chamado Carlos Alberto | A Mãe do Redentor                                      |
| 1955          | Sabana Grande, Porto Rico                         | Três crianças | Virgem do Rosário del Pozo                             |
| 1955–1961     | Itaúna, Brasil                                    | Inicialmente para três meninos (Totõe, José Rita e Eduardinho), posteriormente para outros fiéis                                                   | Nossa Senhora de Itaúna                                |
| 1956          | Roma, Indiana, E.U.A.                             | a Irmã Mildred Maria Neuzil | Nossa Senhora da América                               |
| 1958          | Turzovka, Eslováquia                              | A três homens, todos em idade adulta | Nossa Senhora Rainha de Turzovka                       |
| 1961–1965     | Garabandal, Espanha                               | Quatro jovens raparigas | Nossa Senhora do Carmo de Garabandal                   |
| 1966          | Guiricema, Brasil                                 | Maria dos Reis, Geralda dos Reis e Geralda Clementina                                                                                              | Nossa Senhora Aparecida                                |
| 1967–1968     | Natividade, Brasil                                | Sebastião Fausto Barreira de Faria | Nossa Senhora de Natividade                            |
| 1968–1976     | Onuva, La Puebla del Río, Sevilha, Espanha        | Ao jovem adolescente Jesús José | Nossa Senhora das Graças de Onuva                      |
| 1968–1971     | Zeitoun, Cairo, Egipto                            | Centenas de pessoas observam a Virgem sobre a cúpula de uma Igreja (aprovadas pela Igreja Ortodoxa Copta)                                          | Nossa Senhora de Zeitoun                               |
| 1971–presente | Roma                                              | Marisa Rossi | A Mãe da Eucaristia                                    |
| 1973          | Akita, Japão                                      | Irmã Agnes Sasagawa | Nossa Senhora de Akita                                 |
| 1976          | Betânia, Venezuela                                | A serva de Deus Maria Esperanza de Bianchini (estigmas)                                                                                            | Nossa Senhora Reconciliadora de todos os Povos         |
| 1980          | Wu Fung Chi, Taiwan                               | A nove budistas | Nossa Senhora da China                                 |
| 1980          | São Francisco de Cuapa, Nicarágua                 | Bernado Martinez | Virgem de Cuapa                                        |
| 1981–2002     | El Escorial, Espanha                              | Luz Amparo Cuevas, uma mãe de família | Virgem das Dores de El Escorial                        |
| 1981–presente | Međugorje, Bósnia e Herzegovina                   | A cinco adolescentes e uma criança: Ivanka Ivanković, Mirjana Dragićević, Vicka Ivanković, Marija Pavlović, Ivan Dragićević e o pequeno Jakov Čolo | Nossa Senhora de Međugorje (Rainha da Paz)             |
| 1982          | Edfu, Egito                                       | Centenas de pessoas (aprovadas pela Igreja Ortodoxa Copta)                                                                                         | Nossa Senhora de Edfu                                  |
| 1982–1988     | Kibeho, Ruanda                                    | A sete adolescentes | Nossa Senhora de Kibeho                                |
| 1982          | Damasco, Síria                                    | Mirna Nazour (estigmas) | Nossa Senhora de Soufanieh                             |
| 1983–1990     | San Nicolás, Argentina                            | Gladys Quiroga da Motta | Virgem Maria do Rosário de San Nicolás                 |
| 1985–2004     | San Martino di Schio, Itália                      | Renato Baron | A Rainha do Amor                                       |
| 1986–1988     | Roccia di Belpasso, Itália                        | Rosário Toscano, uma rapariga de quinze anos | Nossa Senhora de Belpasso                              |
| 1986–1991     | Shoubra, Cairo, Egito                             | Milhares de pessoas (aprovadas pela Igreja Ortodoxa Copta)                                                                                         | Nossa Senhora de Shoubra                               |
| 1987–1988     | Congonhal, Brasil                                 | Alfredo Moreira Filho, um animador da RCC | Nossa Senhora Rainha da Obediência                     |
| 1989–1999     | Kurescek, Eslovénia                               | Father Smaverski | A Rainha da Paz                                        |
| 1988–1990     | Cuenca, Equador                                   | Paticia Talbat | Nossa Senhora Guardiã da Fé                            |
| 1990–1995     | Litmanová, Eslováquia                             | Katka Ceselkova e Ivetka Korcakova | Imaculada Pureza                                       |
| 1990          | Salta, Argentina                                  | Maria Livia Galliano de Obeid | Nossa senhora do Divino Coração Eucarístico de Jesus   |
| 1998–1999     | São Marcos da Serra, Portugal                     | Fernando Pires | Virgem do Sombreiro                                    |
| 1995–1996     | Itaperuna, Brasil                                 | A dois irmãos, Ana Paula e Rodrigo | A Mãe do Infinito Amor                                 |
| 2000–2001     | Assiute, Egito                                    | A aproximadamente três mil pessoas (aprovadas pela Igreja Ortodoxa Copta)                                                                          | Nossa Senhora de Assiute                               |
| 2009          | Ilha de Al-Warraq, Gizé, Egito                    | A milhares de pessoas (aprovadas pela Igreja Ortodoxa Copta)                                                                                       | Nossa Senhora de Warraq                                |